# 新長安橋
新長安橋為新北市汐止區連接基隆河南北兩岸的一座橋梁。

## 簡介
新長安橋工程北起鄉友街於鄉長溪左岸跨越基隆河，沿縱貫鐵路西側銜接鄉長路，長度為231公尺，引道122公尺，合計總長為353公尺，採羅傑式鋼拱橋設計，配置雙向 2 線混合車道及人行道，上部結構採用雙鋼拱肋，拱肋微向內傾，造型美觀大方，而肋間之橫撐以長圓弧鏤空造型，以增加外觀變化，且人行道佈設於鋼纜外，提供較寬廣之視野效果，另橋上設置LED景觀照明燈，為當地的新地標。該工程由台灣世曦擔任設計及監造工作，承攬廠商為新高建設公司，整個工期約1年8個月，並已於民國 101 年 11 月 17 日完工通車，總經費達3.5億元新台幣。

## 橋梁諸元
- 設計:台灣世曦工程顧問公司。
- 承攬:新高建設公司。
- 工期:20個月。
- 總長:353m。(引道122m，橋長231m)
- 配置:雙向兩線車道及人行道。

## 施工緣由
現有的長安橋位於汐止區鄉長路上，因橋寬狹窄及橋面比堤防還低，不符中央所訂200年治洪標準，每遇大雨或颱風來襲，常因淹水致封橋改道，令居民痛苦不堪，為提供汐止民眾一座符合防洪需求之安全橋梁，新北市政府於民國 100 年 3 月 18 日在長安大橋上游 125 公尺處興建新長安橋。

## 圖片集

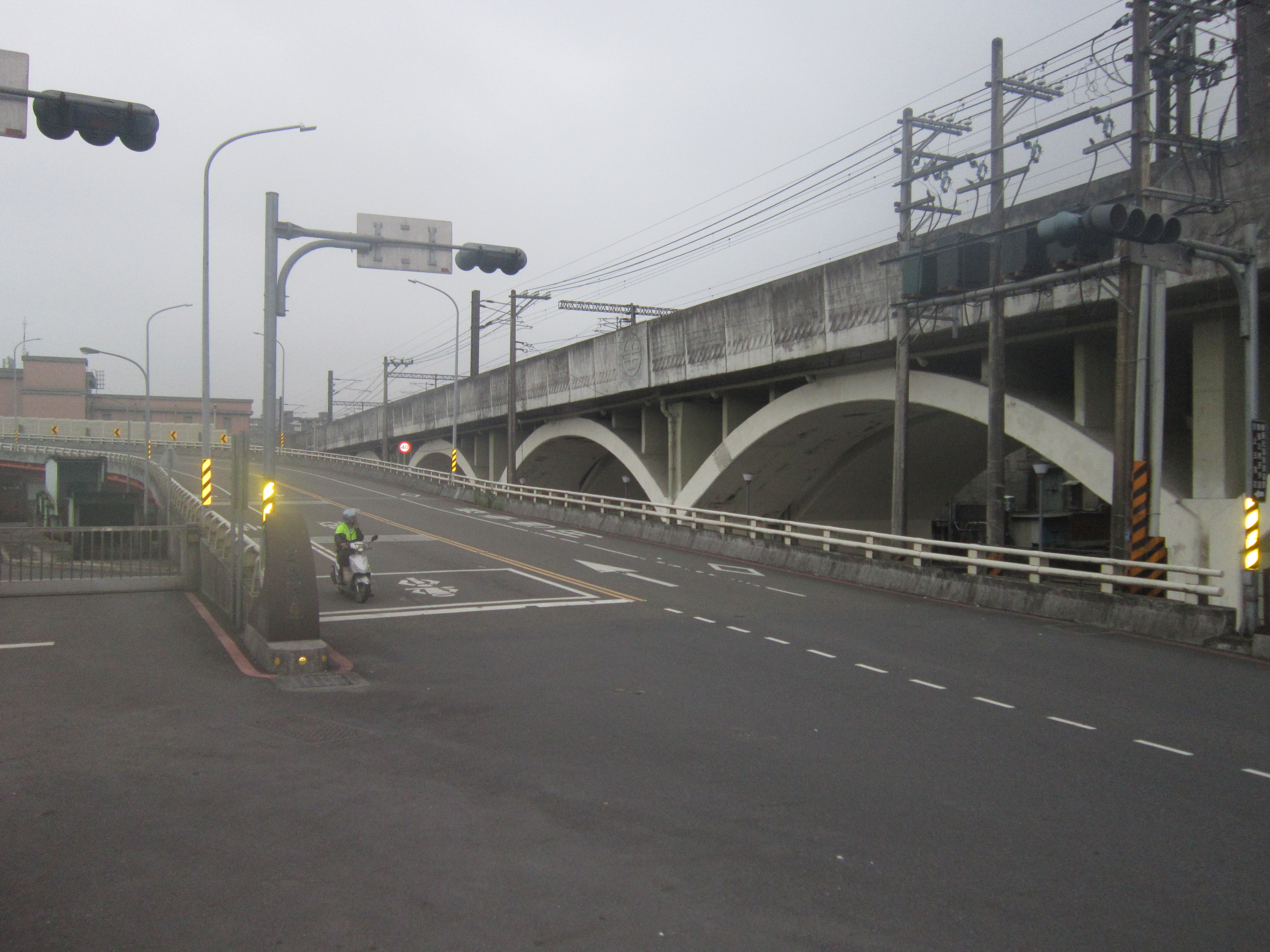
新長安橋鄉長路端的引道(引道右側為縱貫鐵路的高架橋)
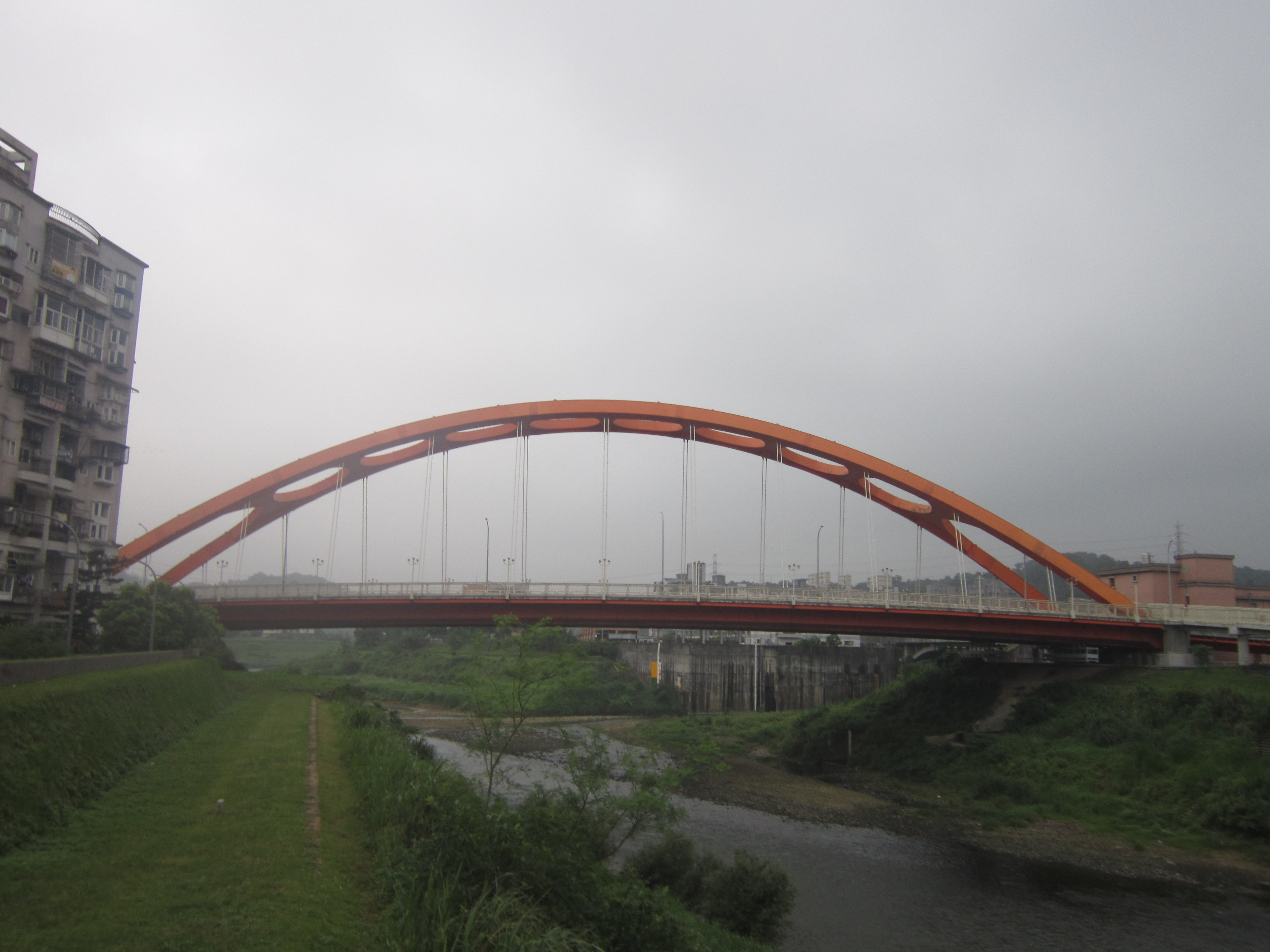
遠眺新長安橋
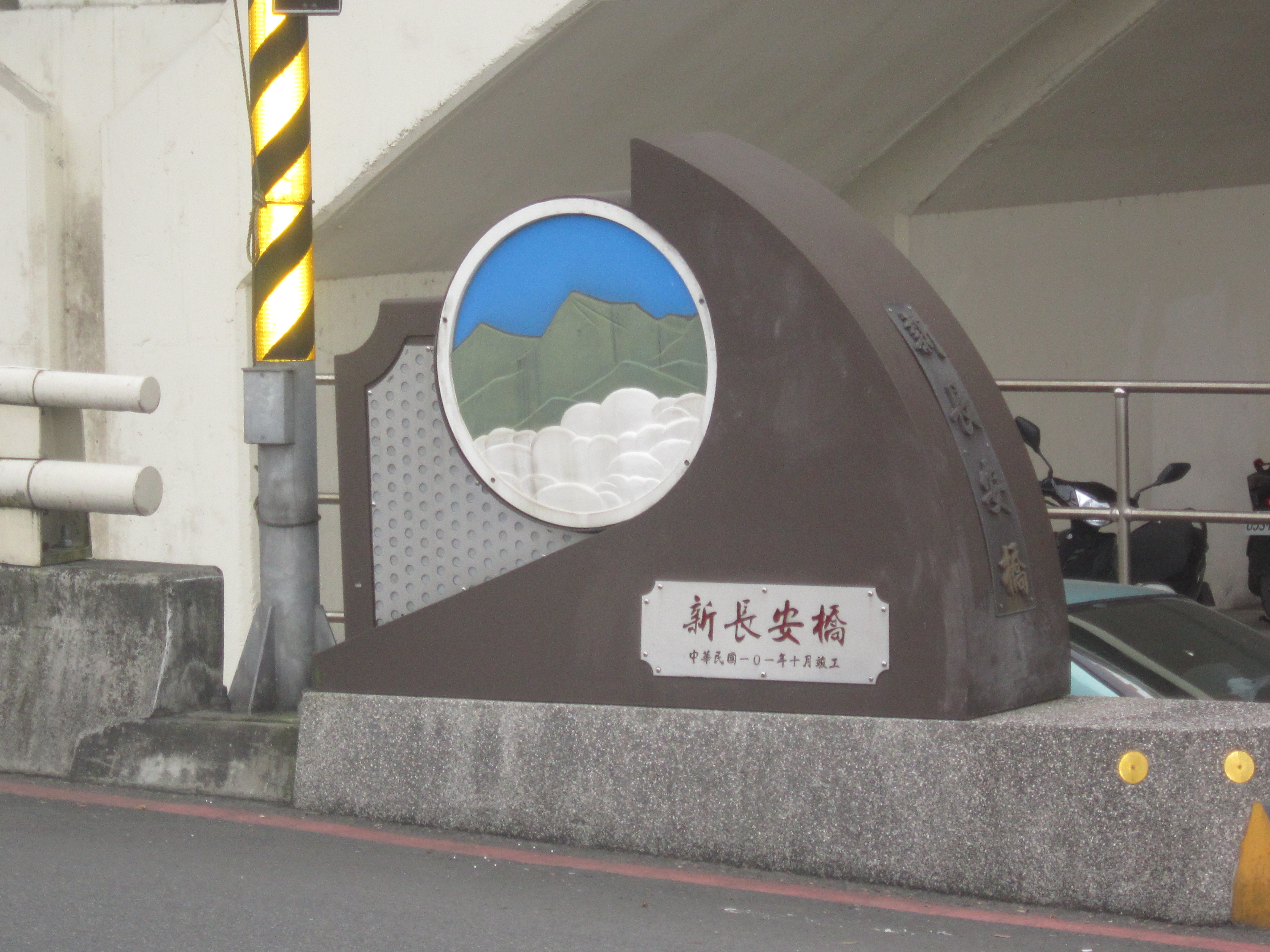
新長安橋頭的橋名標註版
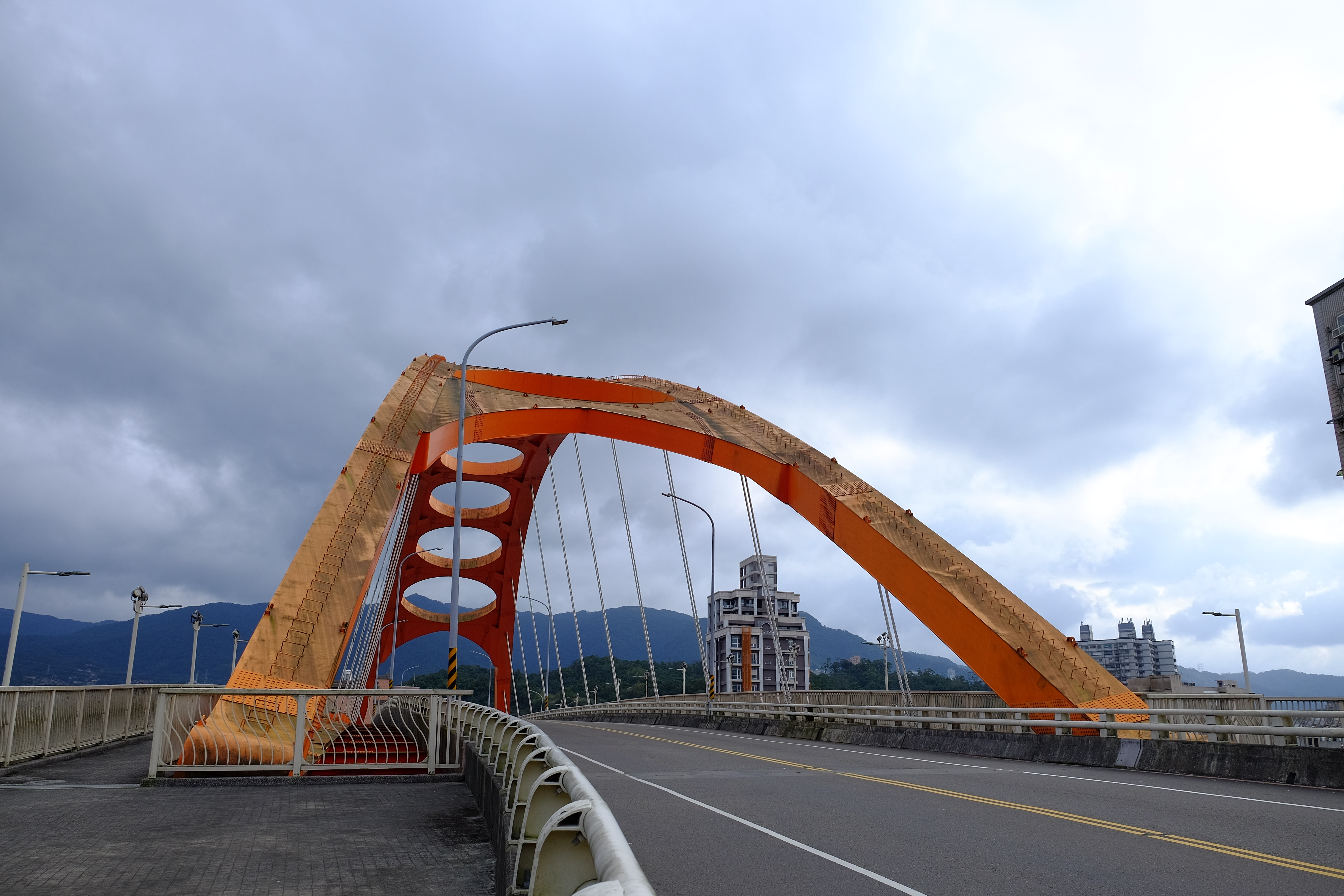
新長安橋Upward View